# Apogonia ranca
Apogonia ranca är en skalbaggsart som beskrevs av Du Pasquier 1932. Apogonia ranca ingår i släktet Apogonia och familjen Melolonthidae. Inga underarter finns listade i Catalogue of Life.